# 真実和解委員会
真実和解委員会（しんじつわかいいいんかい、英: Truth commission or Truth and reconciliation commission）とは、独裁政治や内戦や人種差別など公権力や軍事力により、あるいは政府の機関と在野の組織との間におけるテロリズムなどの暴力の応酬などにより、かつて人々の生命や自由などに対する深刻な人権侵害が生じた過去の歴史を抱える国々が、そういった過去の過誤を発見・公表することで、人々の間に過去から積み重なった軋轢を解決するために、それぞれの国ごとに設置された同種の委員会などを呼ぶ総称。それぞれ、その目的や設置主体は様々である。
最も代表的な例としては、南アフリカ共和国におけるアパルトヘイトに対して設置された南アフリカ真実和解委員会が挙げられる。

## 一覧
アルゼンチン
人々の失踪に関する全国委員会
エルサルバドル
エルサルバドルのための真実に関する委員会（国際連合が設置）
カナダ
カナダ真実和解委員会
グアテマラ
歴史解明委員会（西: CEH）
シエラレオネ
シエラレオネ真実和解委員会
ソロモン諸島
真実和解委員会 (ソロモン諸島)
韓国
真実・和解のための過去事整理委員会
チリ
真実和解全国委員会
政治的投獄・拷問に関する全国委員会
東ティモール
東ティモールにおける受容真実和解委員会（葡: CAVR／国際連合東ティモール暫定行政機構が設置）
インドネシア・東ティモール真実友好委員会（インドネシアと共同で設置）
フィジー
和解統一委員会
ペルー
真実和解委員会 (ペルー)
南アフリカ共和国
真実和解委員会 (南アフリカ)
モロッコ
公義和解委員会
リベリア
真実和解委員会 (リベリア)
アメリカ合衆国
グリーンズボロ真実和解委員会（英: GTRC）